# Las cuatro brujas
Las cuatro brujas (en alemán, Die Vier Hexen), o Las cuatro mujeres desnudas, o Las cuatro hechiceras  o Escena en un burdel, son títulos dados a un grabado de 1497 del artista renacentista alemán Alberto Durero. Uno de sus primeros grabados firmados, muestra a cuatro mujeres desnudas y exuberantes reunidas en círculo en un entorno interior cerrado, quizás una casa de baños, que parece tener entradas desde ambos lados. Aunque claramente erótico, aparece envuelto en llamas un pequeño demonio con cuernos y rostro animalesco, quizás representando la tentación, en la puerta entreabierta de la izquierda, mirando y sosteniendo lo que puede ser un objeto de caza.
Aunque el grabado ha sido objeto de un análisis académico significativo y prolongado, sigue siendo enigmático y no hay nada en los escritos posteriores del artista que indique su intención. No hay consenso en cuanto a su tema o su significado previsto, y los historiadores del arte lo asocian con la caza de brujas o con figuras de la mitología clásica. Las mujeres están de pie debajo de una esfera o fruto suspendido del techo, probablemente una granada, y frente a una entrada en arco abierta que, dado el cráneo humano y el fémur colocados frente a ella, puede ser una puerta de entrada a la muerte, y que las mujeres, que rodean la calavera puesta a sus pies, están involucradas en algún tipo de esquema nefasto, quizás relacionado con el tratado inquisitorial de 1487 Malleus maleficarum. La visión alternativa es que las mujeres representan diosas grecorromanas, tal vez Hécate, patrona de la magia negra, las plantas venenosas y los fantasmas, o su contraparte terrenal Diana.
El monograma "AD" de Durero aparece en el centro del piso. Una pieza muy apreciada, existen numerosas impresiones originales, que se encuentran en varios museos importantes.

## Descripción
Las mujeres se encuentran en un pequeño espacio interior que contiene dos puertas por lo que se puede entrar o salir por dos lados. El pequeño demonio en la de la izquierda, que pretende representar el mal, sostiene un objeto vagamente descrito en su garra que parece consistir en un palo y un trozo de cuerda, quizás comprendiendo un dispositivo contemporáneo para la caza de aves y captura de aves de corral. La forma y los gestos del diablo se parecen mucho a un pequeño monstruo similar a un murciélago en El sueño del doctor de Durero de 1498-99, un grabado cercano en fecha y estilo a Las cuatro brujas.
Los diferentes peinados y tocados sugieren que las mujeres pertenecen a diferentes clases sociales; Los diferentes tipos de tocados se usaban a menudo en las imágenes medievales y del primer Renacimiento para indicar los aspectos sociales y morales de la persona individual. Esto fue especialmente cierto en Núremberg, donde el consejo de la ciudad emitió directrices al respecto. La mujer de la izquierda usa un Haube (un tipo de gorro alto, en alemán un Festhaube, que se acompañaba de un fino velo que caía sobre la frente afeitada para parecer muy despejada), generalmente exclusivo de las damas casadas. La mujer de la derecha, de cara al espectador, lleva un velo largo doblado y recogido alrededor de la cabeza (Schleier), lo que indica que proviene de la clase media.
En esta etapa temprana de su vida, Durero estaba luchando tanto con las restricciones del dibujo para el grabado como con la representación de desnudos. En comparación con sus desnudos casi contemporáneos en La pequeña Fortuna, o en La penitencia de San Juan Crisóstomo, el trabajo actual parece depender más de los prototipos del Renacimiento, aunque, según el historiador de arte Charles Ilsley Minott con un modelo "más alto, más robusto y más elegante".

## Interpretación

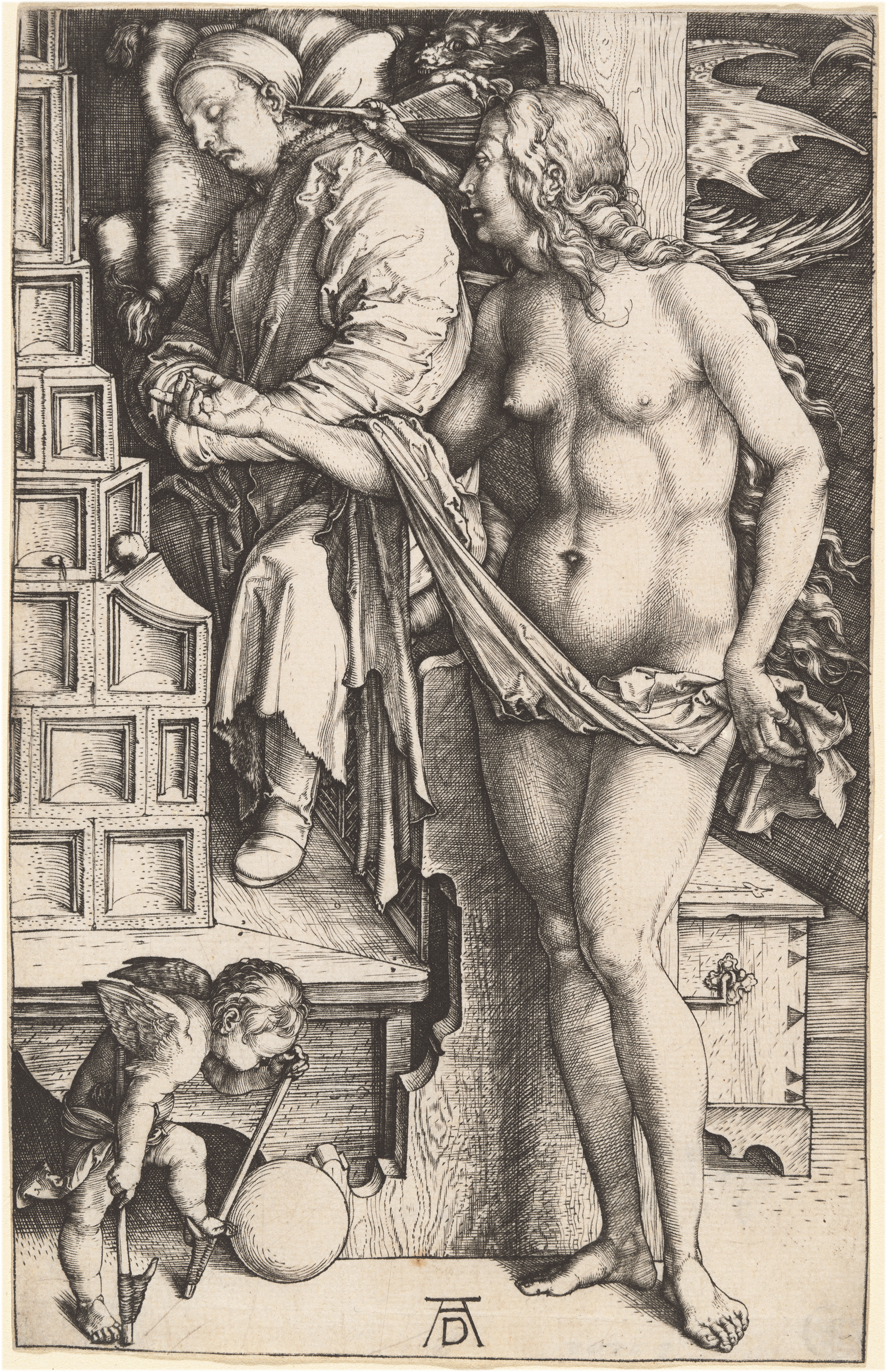
Alberto Durero, El sueño del doctor, grabado, 1498-99. Este grabado asocia igualmente una figura desnuda con actividad diabólica.

Como ocurre con muchos de los grabados de Durero, el significado o la fuente no está claro; aunque ha sido objeto de un amplio análisis académico, no ha surgido un consenso real. Las posibles interpretaciones van desde las cuatro estaciones o los cuatro elementos, hasta Venus (que sería aquí la joven de espaldas en el centro que lleva una corona de mirto) y las Gracias, las Tres Parcas, o más simplemente cuatro brujas o cuatro muchachas en un burdel. El historiador del arte Marcel Briton sugiere que la obra puede no tener ningún significado específico, y ser simplemente un retrato de cuatro desnudos, "el capricho de un joven artista molesto por la convencionalidad puritana de sus conciudadanos".
Debido a que Durero no tituló la obra, se le han dado muchos títulos a lo largo de los siglos. Cuando la pintura fue descrita por primera vez por Karel van Mander en 1604, escribió que contenía "tres o cuatro mujeres desnudas, que se parecían a las tres Gracias". Los títulos comunes han incluido Escena en un burdel, Escena de brujería, Venus y las tres Gracias, Las estaciones del año, Los cuatro temperamentos, y Diana y Hécate Trivia.

### Brujería
El cráneo y el hueso humanos en el suelo están pensados como recordatorios de la muerte, o como símbolos de magia e invocación. La interpretación de las brujas puede estar ligada  al "Malleus maleficarum" (El martillo de las brujas), la "diatriba virulenta"  escrita en 1487 por los frailes e inquisidores dominicos Heinrich Kramer y Jakob Sprenger. El libro respaldaba el exterminio de las brujas y, por lo tanto, desarrolló una teoría legal y teológica enrevesada y detallada para justificar su tratado.

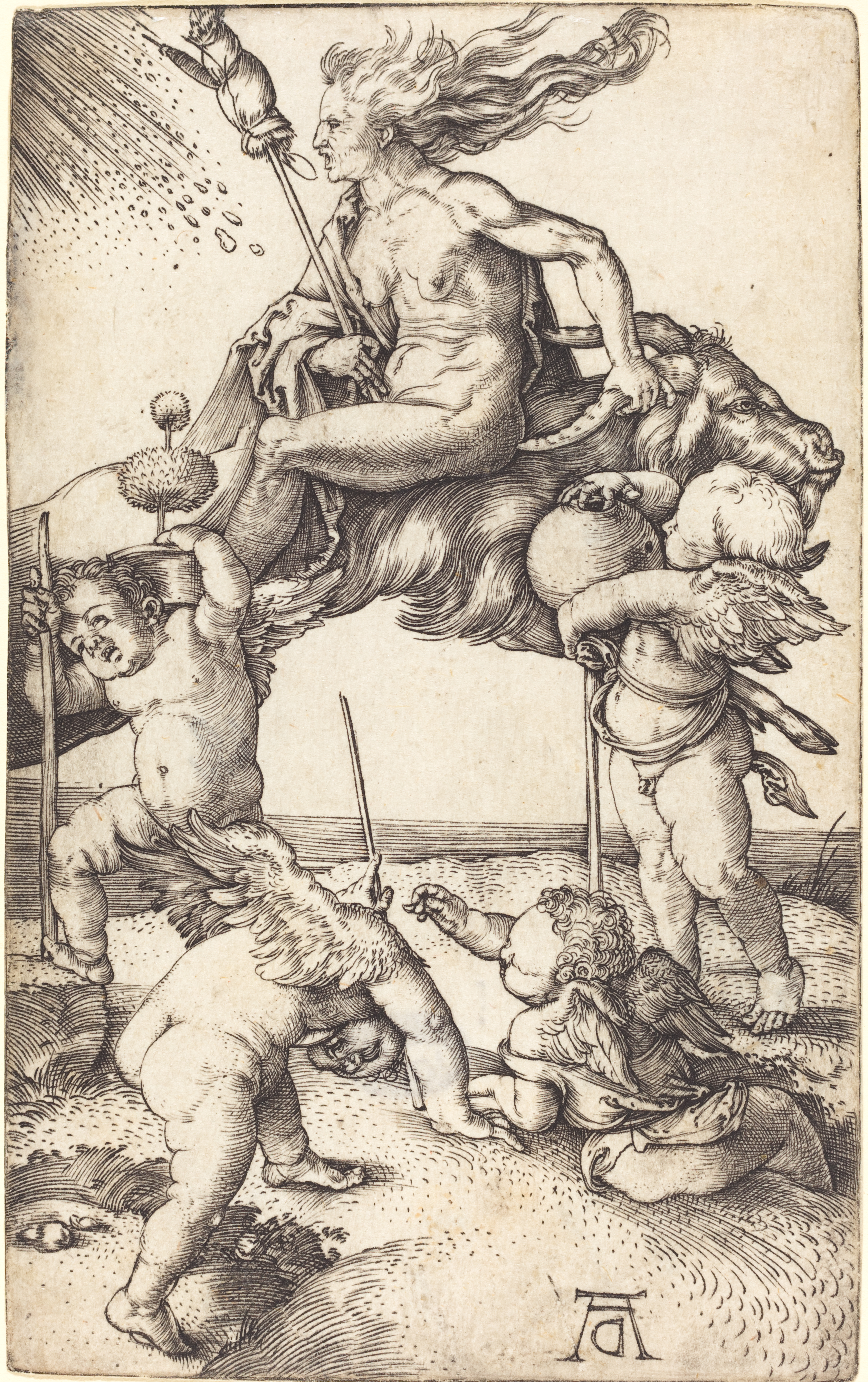
Alberto Durero, Bruja cabalgando hacia atrás sobre una cabra, grabado, c. 1500.

Debido a que las manos de las mujeres están en gran parte ocultas, no se supone que la imagen se refiera a ninguna actividad o evento específico. Sin embargo, en ese momento se creía comúnmente que los hombres que tenían relaciones carnales con las llamadas diablas, brujas y súcubos, sufrirían más tarde de enfermedades e impotencia. Alrededor de 1500, Durero produjo Bruja cabalgando hacia atrás sobre una cabra, que, según la historiadora del arte Margaret Sullivan, al igual que esta obra, refleja "una fascinación por la parte ocultista del mundo antiguo más que un interés por los manuales sobre brujas o una preocupación apremiante por la brujería como un delito punible”. En este contexto, el grabado a veces se examina junto al parecido en varios aspectos El palafrenero embrujado de Hans Baldung, completado el año anterior a su muerte en 1545. Sin embargo, es importante señalar que las obras de Durero y Baldung, si bien son contemporáneas del "Malleus maleficarum", se producen antes del estallido generalizado de pánico moral que condujo a la caza de brujas de finales del siglo XVI y todo el XVII. Según Sullivan, "Las obras de Durero y Baldung pertenecen a una época anterior, dan testimonio de una sensibilidad diferente y fueron producidas por artistas que no podrían haber previsto los terribles tiempos que se avecinaban" 

### Mitología clásica
El significado más aceptado es que la obra es una advertencia alegórica contra la discordia, y su inevitable conducción al infierno y a la muerte. Desde el punto de vista compositivo, la posición de las mujeres coincide con un grupo de mármol de las tres Gracias conocido a principios del Renacimiento, y probablemente Durero lo habría visto en copias. Una interpretación común es que las figuras representan a Hécate, quien en la época grecorromana "a menudo se representa con tres caras o cuerpos, probablemente para sugerir que podía mirar en todas las direcciones en las puertas o cruces". Alternativamente, la mujer en el centro que lleva una corona vegetal puede representar a Discordia, la diosa romana de la lucha y la discordia, que arrojó una manzana entre Juno, Minerva y Venus, iniciando la Guerra de Troya. O puede ser que esa joven esté siendo iniciada por tres brujas.
El globo que cuelga sobre las figuras, probablemente una granada, símbolo de fertilidad pero también emblema de la diosa del inframundo Proserpina, está dividido en doce segmentos y contiene dos inscripciones; el año 1497, con un número en cada faja, y las letras " OGH " - quizás significando "Odium generis humani" (en latín, Odio a la raza humana), o "Oh Gott hüte" (en alemán, Oh Dios no lo quiera) como sugirió en 1675 el historiador del arte y pintor alemán Joachim von Sandrart, u "Ordo Graciarum Horarumque" (en latín, Orden de las Gracias y las Horas).

## Influencia
La imagen ha sido copiada y adaptada varias veces. Nicoletto da Modena (1490-1569) produjo una versión basada en la interpretación del Juicio de Paris, cambiando la inscripción en el globo a "Detur Pulchrior" (en latín, A la más bella), y omitiendo el diablo y los huesos.
El artista austriaco Adolf Frohner (n. 1934) produjo una versión en la que se muestra a las mujeres con modernos sujetadores y ligueros.